# Гиббс, Барнетт
Барнетт Гиббс (англ. Barnett Gibbs; 19 мая 1851, Язу-Сити, Миссисипи — 4 октября 1904, Даллас) — американский юрист и политик, 15-й вице-губернатор Техаса.

## Биография
Барнетт Гиббс родился в Язу-Сити, Миссисипи, в семье Куинси Дибреля и Салли (урожденной Дорси) Гиббс. В 1868 году он окончил колледж Спринг-Хилл в Мобиле (Алабама), в 1870 году — Виргинский университет, а в 1873 году — юридический факультет Камберлендского университета.
В августе 1873 года Гиббс переехал в Даллас, где стал работать адвокатом. В июле 1876 года он женился на Салли Хайнс, дочери местного торговца. У них родились две дочери и два сына.
До своего избрания в Сенат Техаса в 1882 году Гиббс три срока (1876—1882) служил прокурором Далласа. Хотя он был самым молодым членом законодательного собрания, его дискуссии и ораторские навыки быстро принесли Гиббсу известность. Он отстаивал интересы фермеров, представители которых в 1884 году выдвинули его на пост вице-губернатора штата от Демократической партии. Летом 1885 года, когда Джон Айрленд принимал участие во Всемирной выставке в Новом Орлеане, Гиббс исполнял обязанности губернатора.
После 1886 года Гиббс продолжил заниматься адвокатской практикой. Весной 1891 года он начал организовывать демократические клубы, на которых обсуждались проблемы фермеров. Хотя Гиббс оставался лояльным к Демократической партии, в конце 1891 года его выгнали из партии и в начале 1896 года он стал популистом. Серия газетных статей придала ему репутацию пресс-секретаря Народной партии.
В 1896 году Гиббс баллотировался в Конгресс США от Народной партии, а в 1898 году был кандидатом в губернаторы штата, однако получил лишь 28 % голосов избирателей. В 1899 году он вернулся в Демократическую партию, а в 1900 году поддержал Уильяма Дженнингса Брайана во время его второй избирательной кампании на пост президента США. Затем Гиббс ушёл из политики и занялся торговлей недвижимостью и добывающей промышленностью.
Он был членом парамасонской организации «Оддфеллоуз» («Чудаки») и методистской епископальной церкви Юга.
Гиббс умер в Далласе 4 октября 1904 года, и был похоронен там же на кладбище Окленд.